# Мевий (трибун 121 пр.н.е.)
Вижте пояснителната страница за други личности с името Мевий.
Мевий (? Maevius или Mevius) е политик на Римската република през края на 2 век пр.н.е.
През 121 пр.н.е. той е народен трибун с Марк Минуций Руф.
Консули тази година са Квинт Фабий Максим Алоброгик и Луций Опимий.
Консулът Опимий прекратява със сила масовия протест на Авентин, организиран от Гай Гракх и Марк Фулвий Флак, понеже не са преизбрани. Убити са Флак и Гай Гракх и много други. След това Опимий съставя трибунал и осъжда 3000 души на смърт, заради подкрепа на Гракх.